# Kevin Still
Kevin Raymond Still (* 19. August 1960 in Eureka, Kalifornien) ist ein ehemaliger US-amerikanischer Ruderer. Er gewann 1984 eine olympische Bronzemedaille.

## Leben
Der 1,95 m große Kevin Still graduierte 1983 an der UCLA. In seinem letzten Studienjahr trat er bei den Ruder-Weltmeisterschaften 1983 mit dem Vierer ohne Steuermann an und belegte den sechsten Platz. Bei den Olympischen Spielen 1984 in Los Angeles trat er zusammen mit Robert Espeseth und Steuermann Douglas Herland im Zweier mit Steuermann an und gewann die Bronzemedaille hinter den Booten aus Italien und aus Rumänien. 
Bei den Ruder-Weltmeisterschaften 1985 und 1986 gewann er mit dem US-Achter jeweils die Bronzemedaille. 1988 trat Still bei den Olympischen Spielen 1988 in Seoul mit Glenn Florio im Doppelzweier an, erreichte aber nicht das Halbfinale, sondern schied im Hoffnungslauf aus.
Nach seiner aktiven Karriere war Still erst in der Immobilienbranche tätig, später wechselte er zu einem Versicherungsmakler der Marsh & McLennan Companies und war dort im Japan-Geschäft tätig.